# دولار لويس وكلارك الذهبي للمعرض
دولار لويس وكلارك الذهبي هو عملة تذكارية سُكّت عامي 1904 و1905 كجزء من مشاركة حكومة الولايات المتحدة في معرض لويس وكلارك المئوي، الذي عُقد في بورتلاند، أوريغون. صممها كبير النقاشين في مكتب سك العملة الأمريكي، تشارلز إي. باربر، ولم تُبع جيدًا، ولم يُصدر منها سوى أقل من عُشر الكمية المصرح بضربها، والبالغة 250,000.
كانت بعثة لويس وكلارك، أول بعثة استكشاف برية أوروبية-أمريكية تصل إلى ساحل المحيط الهادئ، بقيادة ميريويذر لويس وويليام كلارك، عقب صفقة شراء لويزيانا عام 1803. بين عامي 1804 و1806، سافر أعضاؤها من سانت لويس إلى ساحل أوريغون ذهابًا وإيابًا، مقدمين معلومات ومبددين خرافات حول المساحة الشاسعة التي استحوذت عليها الولايات المتحدة بموجب صفقة الشراء. وقد أقيم معرض بورتلاند تخليدًا لذكرى مرور مائة عام على تلك الرحلة.
باعت دار سك العملة، في معظمها، العملات للجمهور من قِبل فاران زيرب، وهو مروّج العملات الذي باع أيضًا دولار معرض لويزيانا. ونظرًا لعدم تمكنه من بيع جزء كبير من الإصدار، قامت دار سك العملة بصهر العملات الفائضة. استمرت قيمة العملات في الارتفاع، وتتراوح قيمتها اليوم بين مئات وآلاف الدولارات، حسب حالتها. دولار معرض لويس وكلارك هو العملة الأمريكية الوحيدة ذات الوجهين، حيث تحمل كل منهما صورة أحد قادة البعثة.

## الخلفية
أدى شراء لويزيانا في عام 1803 إلى مضاعفة مساحة الأمة الأمريكية بأكثر من الضعف. وسعيًا للحصول على معرفة بالملكية الجديدة، حصل الرئيس توماس جفرسون على مخصصات من الكونغرس لبعثة استكشافية، وعين سكرتيره الخاص، ميريويذر لويس، لقيادتها. اختار لويس، وهو نقيب في جيش الولايات المتحدة، ويليام كلارك، وهو ملازم سابق في الجيش وشقيق أصغر لبطل حرب الاستقلال الأمريكية جورج روجرز كلارك، كقائد مشارك للبعثة. خدم لويس وويليام كلارك معًا، واختارا حوالي ثلاثين رجلاً، أطلق عليهما فيلق الاكتشاف، لمرافقتهم. كان العديد منهم من رجال الحدود من كنتاكي الذين كانوا في الجيش، بالإضافة إلى قوارب وغيرهم من ذوي المهارات اللازمة. انطلقت البعثة من منطقة سانت لويس في 14 مايو 1804.
أثناء رحلتهما على نهر ميسوري، التقى لويس وكلارك بساكاجاويا، وهي امرأة من قبيلة ليمهي شوشون. كانت ساكاجاويا قد أُسرت من قبل قبيلة أخرى وبيعت كعبدة لتوسان شاربونو، وهو صياد فرنسي كندي، والذي جعلها إحدى زوجاته. عمل كل من شاربونو وساكاجاويا كمترجمين للبعثة، وساعد وجود المرأة الأمريكية الأصلية (وابنها الرضيع، جان بابتيست شاربونو) في إقناع القبائل المعادية بأن بعثة لويس وكلارك لم تكن حملة حرب. كانت إحدى الخدمات العظيمة التي قدمتها ساكاجاويا للبعثة هي المساعدة في شراء الخيول، اللازمة حتى تتمكن المجموعة من عبور الجبال بعد أن اضطروا إلى التخلي عن نهر ميسوري عند اقترابهم من القسم القاري. كان أحد أسباب نجاحها هو أن الزعيم الهندي الذي طلبوا مساعدته كان شقيق ساكاجاويا.
قضت البعثة شتاء 1804-1805 معسكرة بالقرب من موقع بسمارك، داكوتا الشمالية. غادروا هناك في 7 أبريل 1805، ووصلوا إلى مجال رؤية المحيط الهادئ، بالقرب من أستوريا، أوريغون، في 7 نوفمبر. بعد قضاء الشتاء واستكشاف المنطقة، غادروا شرقًا في 23 مارس 1806، ووصلوا إلى سانت لويس بعد ستة أشهر من ذلك اليوم. توفي عضو واحد فقط من أعضاء البعثة في الطريق، على الأرجح بسبب التهاب الزائدة الدودية. وبينما لم يعثروا على الماموث أو جبال الملح التي يُشاع وجودها في الغرب الأمريكي، "كانت هذه خسارة صغيرة مقارنة بالأشياء التي اكتسبوها". بالإضافة إلى معرفة الأراضي التي اشترتها الولايات المتحدة، شملت هذه إقامة علاقات مع الأمريكيين الأصليين وزيادة الاهتمام العام بالغرب بمجرد نشر مذكراتهم. علاوة على ذلك، ساعد استكشاف مقاطعة أوريغون لاحقًا في مطالبات الأمريكيين بتلك المنطقة. امتنانًا لخدمتهم للأمة، منح الكونغرس لويس وكلارك منحًا للأراضي و تعينوا في مناصب حكومية في الغرب.

## البداية
ابتداءً من عام 1895، اقترح سكان ولاية أوريغون تكريم الذكرى المئوية لبعثة لويس وكلارك بإقامة معرض في بورتلاند، وهي مدينة تقع على طول طريق الحفلة. في عام 1900، بدأت لجنة من رجال أعمال بورتلاند في التخطيط للحدث، ونجح إصدار الأسهم في أواخر عام 1901، وبدأ البناء في عام 1903. نجحت حملة طويلة لكسب دعم الحكومة الفيدرالية عندما وقع الرئيس ثيودور روزفلت على مشروع قانون المخصصات في 13 أبريل 1904. خصص هذا القانون 500000 دولار لسلطات المعرض، كما أذن أيضًا بإصدار دولار ذهبي لإحياء ذكرى المعرض، مع ترك التصميم والنقوش لتقدير وزير الخزانة. كانت اللجنة المنظمة هي الكيان الوحيد المسموح له بشراء هذه العملات من الحكومة، ويمكنها القيام بذلك بالقيمة الاسمية، حتى حد سك يبلغ 250000.
كان عالم العملات فاران زيرب من دعاة إقرار هذا التفويض. لم يكن زيرب جامعًا وتاجرًا للعملات فحسب، بل روّج لهوايته من خلال معرضه المتنقل "عملات العالم". كان زيرب، رئيس الجمعية الأمريكية لعلم العملات من عام 1908 إلى عام 1910، منخرطًا في بيع العملات التذكارية لأكثر من 20 عامًا، بدءًا من عام 1892. وكلّفته سلطات معرض بورتلاند ببيع الدولار الذهبي.
ضاعت تفاصيل إعداد الدولار التذكاري؛ حيث قامت دار سك العملة بتدمير العديد من السجلات في ستينيات القرن العشرين. وكان كبير النقاشين في دار سك العملة تشارلز إي. باربر مسؤولاً عن التصميمات.

## التصميم
يشير مؤرخا العملات دون تاكساي وكيو ديفيد باورز إلى أن باربر استند على الأرجح في تصميماته إلى صورتي لويس وكلارك اللتين رسمهما الرسام الأمريكي تشارلز ويلسون بيل وعُثر عليهما في قاعة الاستقلال بفيلادلفيا. اعتبر تاكساي جهود باربر "عادية". هذه العملة هي العملة الأمريكية الوحيدة ذات الرأسين، إذ تحمل صورة واحدة على كل جانب.
أشار مؤرخ الفن كورنيليوس فيرمول، في كتابه عن العملات الأمريكية، إلى أن بعض الناس أعجبهم دولار معرض لويس وكلارك لأنه يصور شخصيات تاريخية أثرت على مجرى التاريخ الأمريكي، بدلاً من تمثال نصفي يُقصد به أن يكون رمزًا للحرية ، وأن عملة باربر كانت تُنذر بسنت لينكولن عام 1909 وربع واشنطن عام 1932. ومع ذلك، انتقد فيرمول هذه القطعة، وكذلك العملة التذكارية الذهبية الأمريكية السابقة، دولار معرض شراء لويزيانا. "إن عدم وجود بريق في هذه العملات، كما هو الحال في العديد من تصاميم باربر أو مساعد النقاش (لاحقًا كبير النقاشين) مورغان، ينبع من حقيقة أن الوجوه والشعر والستائر مسطحة والحروف صغيرة ومزدحمة ومتساوية." ووفقًا لفيرمول، عندما تعاون النقاشان على تصميم، مثل دولار مسقط رأس ماكينلي التذكاري عام 1916، "كانت النتائج كارثية تقريبًا".

## الإنتاج

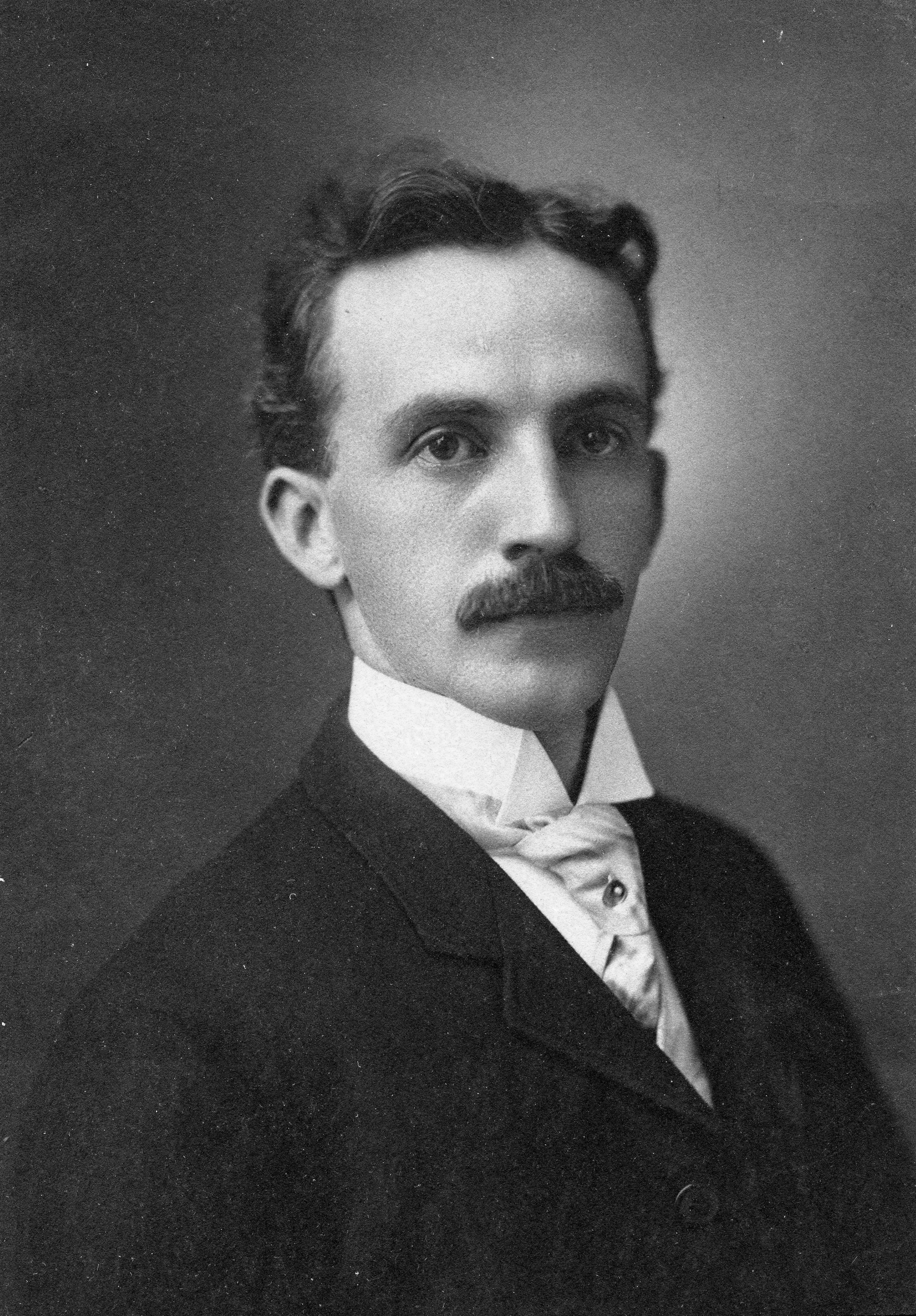
عالم العملات فاران زيربي

أنتجت دار سك العملة في فيلادلفيا 25,000 دولار من دولارات لويس وكلارك في سبتمبر 1904، بالإضافة إلى 28 دولارًا آخر، احتفظ بها للفحص والاختبار في اجتماع لجنة التحليل الأمريكية عام 1905. حملت هذه العملات تاريخ 1904. طلب زيرب 10,000 دولار آخر في مارس 1905، مؤرخًا بـ 1905. سكّت الدار أكثر من 35,000 قطعة تحليل في مارس ويونيو في حالة رغبة زيرب في شراء المزيد، وقد فعل ذلك مسبقًا حيث أغلقت دار سك العملة في فيلادلفيا في الصيف، ولكن لأنه لم يطلب المزيد، صهرت الـ 25,000 قطعة الإضافية.
كان دولار معرض لويس وكلارك أول عملة ذهبية تذكارية تُسك وتُؤرخ منذ عدة سنوات. سك ما مجموعه 60,069 قطعة، من كلا العامين، منها 40,003 قطعة ذُبت. ووفقًا لعالمي العملات جيم هانت وجيم ويلز في مقالهما عام 2004 عن العملة، فإن "الاستقبال الضعيف الذي حظيت به العملة وقت إصدارها ضمن ندرتها للأجيال القادمة".

## العواقب والجمع

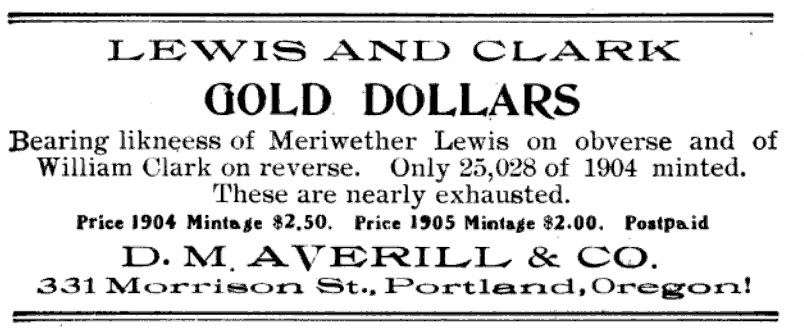
إعلان مضلّل من دي إم أفريل عن دولارات معرض لويس وكلارك، والتي لم تكن قد "نفدت تقريبًا". من مجلة "ذا نيوميسماتيست" (أبريل 1905).

معرض لويس وكلارك المئوي والمعرض الأمريكي للمحيط الهادئ والمعرض الشرقي في بورتلاند في الأول من يونيو عام 1905. ولم يُصنف كمعرض دولي، ولم يحظى بشهرة كبيرة حتى داخل الولايات المتحدة. ومع ذلك، زار المعرض مليونان ونصف المليون شخص بين يوم الافتتاح واختتامه في الرابع عشر من أكتوبر. وقبلت ست عشرة دولة أجنبية دعوات من المنظمين لإقامة معارض في المعرض. وكان هناك مجموعة واسعة من التنازلات ومناطق الجذب السياحي المعتادة لتسلية الزوار. وكان من بين الأمريكيين الذين عرضوا معارض في المعرض رسام الكاريكاتير البارز ومربي الحيوانات هومر دافنبورت والرائد المخضرم عزرا ميكر. وكان المعرض واحدًا من المعارض القليلة من نوعها التي حققت ربحًا، ومن المرجح أنه ساهم في زيادة كبيرة في عدد سكان بورتلاند واقتصادها بين عامي 1905 و1912.

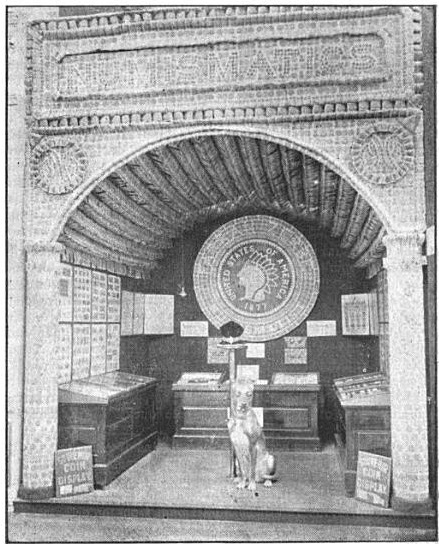
معرض زيربي في المعرض

خصصت الأموال من بيع العملة لإكمال تمثال لساكاجاويا في حديقة بورتلاند. كان هناك القليل من الإشارة إلى الدولار في الصحافة النقدية. يتكهن ديفيد باورز بأن الدكتور جورج إف هيث، محرر مجلة The Numismatist، الذي عارض مثل هذه الاحتفالات، رفض نشر أي بيانات صحفية ربما أرسلها زيربي. ومع ذلك، ظهر مقال في عدد أغسطس 1905، للترويج للمعرض والدولار. وبما أنه يقتبس من زيربي ويشيد بجهوده، فمن المحتمل أنه كتبه. ركز زيربي على المبيعات بالجملة للتجار، بالإضافة إلى المبيعات العرضية في المعرض بسعر 2 دولار؛ فقد استعان بتاجر العملات المعدنية في بورتلاند دي إم أفريل وشركاه لإجراء مبيعات التجزئة عن طريق البريد. كانت هناك أيضًا بعض البنوك والشركات الأخرى التي باعت العملات المعدنية مباشرة للجمهور. نشر أفريل إعلانات في الصحافة النقدية، وفي أوائل عام 1905، رفع أسعار القطع الصادرة عام 1904، مدعيًا أنها على وشك النفاد. كانت هذه كذبة: في الواقع، بيعت العملات المعدنية الصادرة عام 1904 بشكل سيء للغاية لدرجة أنه صهرت حوالي 15000 قطعة في دار سك العملة في سان فرانسيسكو. جعل زيرب أفريل يبيع إصدار عام 1905 بسعر مخفض قدره عشرة دولارات لست قطع. وكما فعل مع دولار شراء لويزيانا، جعل زيرب العملات المعدنية متاحة مثبتة في ملاعق أو في مجوهرات. لا يُعرف سوى القليل عن توزيع الدولارات الذهبية.

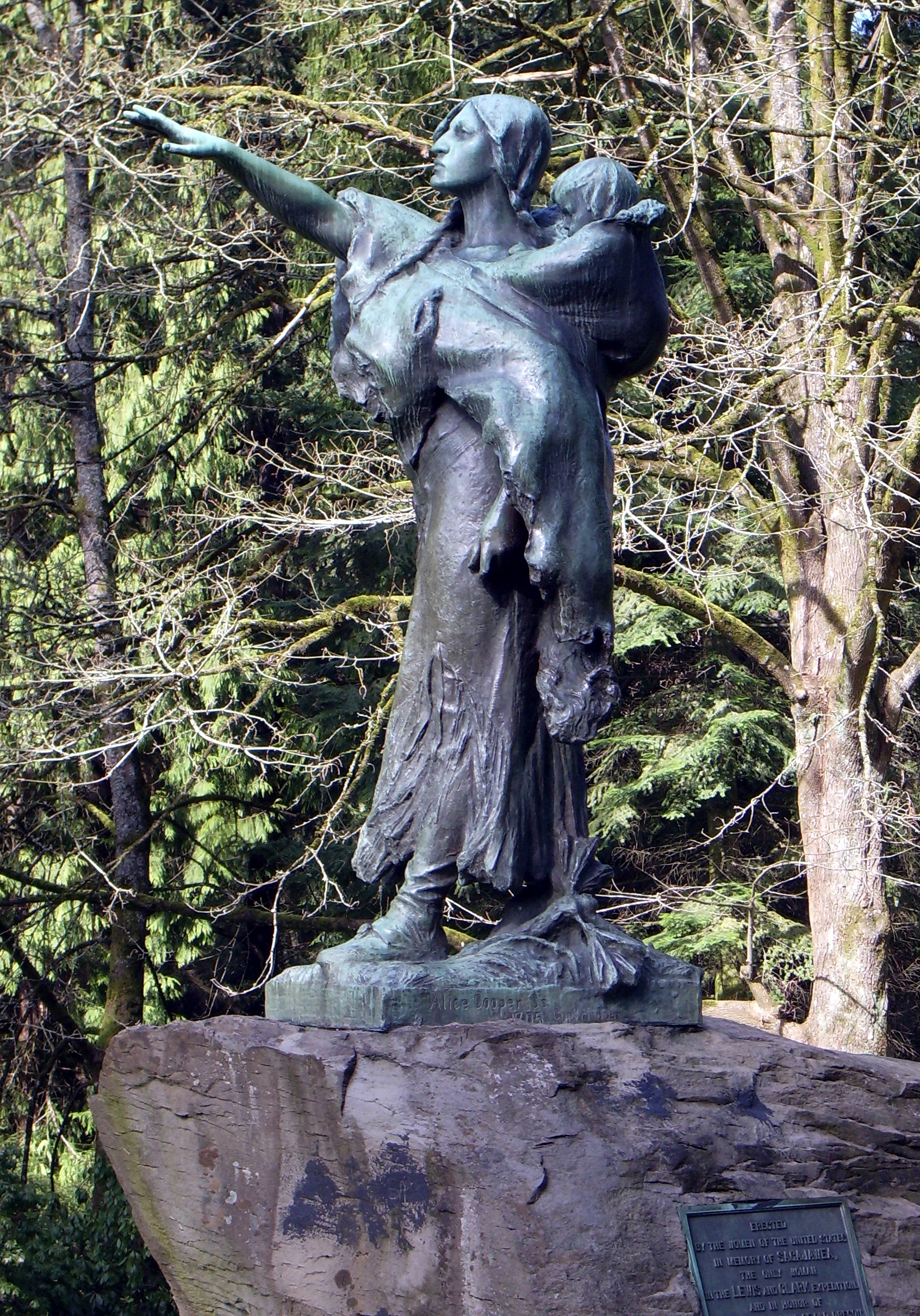
تمثال ساكاجاويا وجان بابتيست من عام 1905، من تصميم أليس كوبر، ممول من عائدات العملات المعدنية، في حديقة واشنطن في بورتلاند

كانت العملات غير شائعة للغاية في مجتمع الجمع، الذي شهد انخفاض قيمة عملة شراء لويزيانا منذ إصدارها. ومع ذلك، لم تنخفض قيمة إصدار لويس وكلارك عن سعر الإصدار، بل زادت بشكل مطرد. وعلى الرغم من وجود عدد أكبر قليلاً من العملات المسجلة على أنها موجودة، فإن إصدار عام 1905 أندر وأكثر قيمة من إصدار عام 1904؛ ويتكهن باورز بأن زيرب ربما احتفظ ببعض القطع فقط لاستردادها أو تسليمها في عام 1933 عندما استدعى الرئيس فرانكلين روزفلت معظم العملات الذهبية. تداول عام 1905 لسنوات عديدة بأقل من عام 1904، ولكن بحلول عام 1960 كان قد حقق سعر الإصدار السابق وتجاوزه في الثمانينيات. تُدرج طبعة عام 2014 من دليل عملات الولايات المتحدة (الكتاب الأحمر) عملة عام 1904 بسعر يتراوح بين 900 و10000 دولار، وذلك حسب الحالة، وعملة عام 1905 بسعر يتراوح بين 1200 و15000 دولار. بيعت عملة واحدة من عام 1904، بحالة شبه نقية مثل عملة MS-68، في مزاد عام 2006 مقابل 57500 دولار.
على الرغم من الفشل النسبي لإصدار العملات المعدنية، فقد نصب تمثال ساكاجاويا في حديقة بورتلاند، و تمول من خلال مبيعات العملات المعدنية. في عام 2000، انضمت ساكاجاويا إلى لويس وكلارك في الظهور على عملة دولار ذهبية اللون، مع إصدار عملة متداولة تصورها وابنها.